# Kırmızıdam, Yumurtalık
Kırmızıdam là một xã thuộc huyện Yumurtalık, tỉnh Adana, Thổ Nhĩ Kỳ. Dân số thời điểm năm 2009 là 311 người.